# Municipio de Veale
El municipio de Veale (en inglés: Veale Township) es una subdivisión administrativa del condado de Daviess, Indiana, Estados Unidos. Según el censo de 2020, tiene una población de 1130 habitantes.
Abarca una zona casi exclusivamente rural.

## Geografía
Según la Oficina del Censo de los Estados Unidos, tiene una superficie total de 77,1 km², de la cual 75.4 km² corresponden a tierra firme y 1,7 km² es agua.

## Demografía
Según el censo de 2020, hay 1130 personas residiendo en la zona. La densidad de población es de 15,0 hab./km². El 97,26 % son blancos, el 0,35 % son afroamericanos, el 0,09 % es asiático, el 0,71 % son de otras razas y el 1,59 % son de una mezcla de razas. Del total de la población, el 0,88 % son hispanos o latinos de cualquier raza.